# Sitio Prado
Sitio Prado es un corregimiento del distrito de Müna en la comarca Ngäbe-Buglé, República de Panamá. La localidad tiene 3.478 habitantes (2010).
La localidad posee un centro de educación básica, un centro de estudios para adultos y además está ubicada la primera extensión universitaria de la Universidad de Panamá. Está ubicada geográficamente en un lugar céntrico y es allí donde se reúnen cientos de Ngäbe para realizar sus diligencias.